# Майдан-Сілець
Майдан-Сілець (пол. Majdan-Sielec) — колонія в Польщі, у Люблінському воєводстві Томашівського повіту, ґміни Криниці.